# Associazione Calcio Pavia 1987-1988
Questa voce raccoglie le informazioni riguardanti l'Associazione Calcio Pavia nelle competizioni ufficiali della stagione 1987-1988.

## Stagione
Nella stagione 1987-1988 il Pavia dopo la promozione, disputa il girone A del campionato di Serie C1, con 21 punti si piazza penultimo e retrocede ancora in Serie C2. Mentre le favorite Ancona e Monza hanno conquistato a braccetto la promozione in Serie B, per il Pavia è stato un campionato diviso in due distinte fasi, un buon girone di andata concluso con 17 punti a metà classifica ed un pessimo girone di ritorno, con soli 10 punti portati a casa, con serie negativa di otto sconfitte consecutive, che a quattro giornate dal termine portano all'esonero del tecnico Gianni Bui ed all'arrivo di Gian Piero Ghio. Con lui prima arrivano due sconfitte e poi le due vittorie finali, che fanno sognare la salvezza, ma si abbatte sul Pavia pesantissima la mannaia di 5 punti decisivi di penalizzazione, per una combine nel pre partita di Fano, penultima di campionato, con una inibizione di tre anni per il presidente Claudio Achilli, penalizzazione e squalifica confermate il 20 agosto dalla C.A.F., dopo il ricorso. Una pagina nera che non si cancellerà negli anni a venire.
Nella Coppa Italia di Serie C la squadra pavese vince il girone C di qualificazione, superando Derthona, Entella e Vogherese, prima del campionato, in questo girone, per questa stagione la vittoria vale 3 punti, il pareggio porta invece ai calci di rigore, chi vince intasca 2 punti, chi li perde 1 punto. La squadra pavese esperimenta questo nuovo regolamento dopo i pareggi con Derthona e Vogherese, due (1-1). Poi nei sedicesimi di finale il Pavia viene eliminato nel doppio confronto dal Monza, dopo i tempi supplementari ed i calci di rigore.

## Rosa
| N. |                   | Ruolo | Calciatore        |
| -- | ----------------- | ----- | ----------------- |
|    | Italia (bandiera) | D     | Roberto Bacci     |
|    | Italia (bandiera) | P     | Renato Biasi      |
|    | Italia (bandiera) | A     | Marco Bruzzano    |
|    | Italia (bandiera) | C     | Angelo Calzavacca |
|    | Italia (bandiera) | D     | Roberto Correnti  |
|    | Italia (bandiera) | D     | Giovanni Cusatis  |
|    | Italia (bandiera) | C     | Marco Dell'Amico  |
|    | Italia (bandiera) | P     | Carlo Della Corna |
|    | Italia (bandiera) | P     | Effren Ebbli      |
|    | Italia (bandiera) | D     | Achille Fabbri    |

| N. |                   | Ruolo | Calciatore           |
| -- | ----------------- | ----- | -------------------- |
|    | Italia (bandiera) | C     | Marco Finardi        |
|    | Italia (bandiera) | C     | Gualtiero Grandini   |
|    | Italia (bandiera) | A     | Frederic Massara     |
|    | Italia (bandiera) | D     | Giorgio Mastropasqua |
|    | Italia (bandiera) | C     | Carmine Nunziata     |
|    | Italia (bandiera) | C     | Gabriele Peretto     |
|    | Italia (bandiera) | C     | Maurizio Pertusi     |
|    | Italia (bandiera) | A     | Roberto Rambaudi     |
|    | Italia (bandiera) | D     | Mauro Salvigni       |
|    | Italia (bandiera) | A     | Valentino Spelta     |

## Risultati

### Campionato

#### Girone di andata
| Arbitro: | Arena (Ercolano) |

|           |           |  |
| Salvi 94’ | Marcatori |  |

| Arbitro: | Arcovito (Messina) |

|             |           |  |
| Pertusi 43’ | Marcatori |  |

| Arbitro: | Rosica (Roma) |

|                        |           |                                   |
| Talevi 63’ (rig.), 89’ | Marcatori | 25’ (rig.) Rambaudi 67’ A. Fabbri |

| Arbitro: | Lombardi (La Spezia) |

|             |           |             |
| Pertusi 44’ | Marcatori | 53’ Falconi |

| Arbitro: | Capovilla (Carrara) |

|                      |           |             |
| Cinquetti 24’ (rig.) | Marcatori | 27’ Cusatis |

| Pavia 25 ottobre 1987 6ª giornata | Pavia              | 0 – 0 | Lanerossi Vicenza | Stadio Comunale\| Arbitro: \| Stafoggia (Pesaro) \| |
| Arbitro:                          | Stafoggia (Pesaro) |       |                   |                                                     |

| Arbitro: | Cafaro (Grosseto) |

|             |           |           |
| Farsoni 81’ | Marcatori | 13’ Bacci |

| Arbitro: | Gargiulo (Napoli) |

|                                 |           |  |
| Rambaudi 36’ (rig.) Massara 81’ | Marcatori |  |

| Arbitro: | Manfredini (Modena) |

|              |           |  |
| Rambaudi 55’ | Marcatori |  |

| Arbitro: | D'Ambrosio (Padova) |

|               |           |  |
| Casiraghi 87’ | Marcatori |  |

| Arbitro: | Merlino (Torre del Greco) |

|                  |           |                    |
| Massara 61’, 70’ | Marcatori | 83’ (rig.) Capuzzo |

| Arbitro: | Arcovito (Messina) |

|                       |           |  |
| Paci 63’ Galbiati 88’ | Marcatori |  |

| Arbitro: | Trentalange (Torino) |

|              |           |  |
| Galluzzo 71’ | Marcatori |  |

| Pavia 20 dicembre 1987 14ª giornata | Pavia            | 0 – 0 | Livorno | Stadio Comunale\| Arbitro: \| Mazzalupi (Roma) \| |
| Arbitro:                            | Mazzalupi (Roma) |       |         |                                                   |

| Bergamo 3 gennaio 1988 15ª giornata | Virescit Bergamo | 0 – 0 | Pavia | Stadio Comunale\| Arbitro: \| Cesari (Genova) \| |
| Arbitro:                            | Cesari (Genova)  |       |       |                                                  |

| Arbitro: | Limone (Torino) |

|             |           |             |
| Massara 11’ | Marcatori | 7’ Brescini |

| Reggio Emilia 17 gennaio 1988 17ª giornata | Reggiana        | 0 – 0 | Pavia | Stadio Mirabello\| Arbitro: \| Boggi (Salerno) \| |
| Arbitro:                                   | Boggi (Salerno) |       |       |                                                   |

#### Girone di ritorno
| Arbitro: | Mughetti (Cesena) |

|              |           |              |
| Rambaudi 18’ | Marcatori | 70’ Pascucci |

| Arbitro: | Monni (Sassari) |

|                                                 |           |                     |
| Ramponi 19’ Bramini 55’ Mastropasqua 76’ (aut.) | Marcatori | 12’ (rig.) Rambaudi |

| Arbitro: | Boemo (Cervignano del Friuli) |

|             |           |                    |
| Pertusi 16’ | Marcatori | 17’, 33’ D'Adderio |

| Arbitro: | Bernardini (Rovigo) |

|              |           |  |
| Bevanati 55’ | Marcatori |  |

| Arbitro: | Scaramuzza (Mestre) |

|             |           |  |
| Pertusi 13’ | Marcatori |  |

| Arbitro: | Rosica (Roma) |

|              |           |  |
| L. Rossi 29’ | Marcatori |  |

| Arbitro: | Morello (Ragusa) |

|                |           |  |
| Calzavacca 75’ | Marcatori |  |

| Arbitro: | Falca (Pinerolo) |

|              |           |  |
| Paradiso 40’ | Marcatori |  |

| Arbitro: | Iori (Parma) |

|                             |           |                |
| Lussignoli 16’ Narducci 83’ | Marcatori | 57’ Calzavacca |

| Arbitro: | Sanguineti (Chiavari) |

|  |           |                        |
|  | Marcatori | 70’ Auteri 80’ Mancuso |

| Arbitro: | Casoli (Reggio Emilia) |

|              |           |  |
| Gabrieli 62’ | Marcatori |  |

| Arbitro: | Frattin (Castelfranco Veneto) |

|              |           |                |
| Rambaudi 28’ | Marcatori | 77’, 87’ Biffi |

| Arbitro: | Gargiulo (Napoli) |

|             |           |                         |
| Massara 42’ | Marcatori | 5’ Ferretti 63’ Telesio |

| Arbitro: | Guida (Palermo) |

|              |           |  |
| Marocchi 15’ | Marcatori |  |

| Arbitro: | Stafoggia (Pesaro) |

|            |           |                        |
| Spelta 64’ | Marcatori | 81’ Simone 83’ Messina |

| Arbitro: | Monni (Sassari) |

|                   |           |                        |
| Manari 75’ (rig.) | Marcatori | 59’ Spelta 69’ Cusatis |

| Arbitro: | Mazzalupi (Roma) |

|             |           |  |
| Massara 62’ | Marcatori |  |

### Coppa Italia Serie C

#### Girone C
| Arbitro: | Boemo (Cervignano del Friuli) |

|            |           |                       |
| Spelta 43’ | Marcatori | 15’ Ferla 27’ R. Gori |

| Arbitro: | Capovilla (Carrara) |

|            |           |                        |
| Farina 75’ | Marcatori | 55’ Spelta 60’ Massara |

| Arbitro: | Falca (Pinerolo) |

|             |                      |            |
| Pertusi 77’ | Marcatori            | 90’ Seveso |
|             | Tiri di rigore 6 – 5 |            |

| Arbitro: | Pegoretti (Trento) |

|               |                      |                  |
| Recaldini 68’ | Marcatori            | 44’ (aut.) Dozzi |
|               | Tiri di rigore 7 – 8 |                  |

| Arbitro: | Bortoli (Schio) |

|              |           |  |
| Rambaudi 81’ | Marcatori |  |

| Arbitro: | Costamagna (Torino) |

|            |           |                   |
| Miazzo 57’ | Marcatori | 19’, 71’ Rambaudi |

#### Sedicesimi di finale
| Arbitro: | Brignoccoli (Ancona) |

|                |           |               |
| Dell'Amico 44’ | Marcatori | 81’ Fontanini |

| Arbitro: | Sileo (Bergamo) |

|                      |                      |                              |
| Auteri 17’ Saini 19’ | Marcatori            | 8’ M. Finardi 71’ Dell'Amico |
|                      | Tiri di rigore 7 – 6 |                              |